# John Norton (Seemann)
John Norton (* 1753; † 3. Mai 1789 auf Tofua) war ein britischer Seemann und von 1787 bis 1789 der Rudergänger des durch die Meuterei bekannt gewordenen Segelschiffs Bounty.

## Leben
Norton schrieb sich am 13. Oktober 1787 als einer der zwei Rudergänger (Quartermaster) im Alter von 34 Jahren und aus Liverpool in Lancashire stammend in die Musterungsrolle der HMS Bounty unter Lt. William Bligh ein. Ihre Mission, die Brotfrucht von Tahiti nach Jamaika zu transportieren, begann am 23. Dezember 1787. Er gehörte zu den unauffälligsten Besatzungsmitgliedern, die in den überlieferten Aufzeichnungen, Erzählungen und Aussagen zu dieser Fahrt nur selten namentlich in Erscheinung treten.
Für Norton war es die zweite Fahrt als Rudergänger unter dem Kommando von Bligh. Offenbar hatte er zuvor schon in der Handelsmarine auf der Lynx oder Britannia unter ihm gedient. In der an Bord etablierten Wacheinteilung gehörte er der zweiten von Kanonier William Peckover geführten Deckwache an. Während der Meuterei in den frühen Morgenstunden des 28. April 1789 wurde er zuerst wie die anderen Angehörigen der loyal gebliebenen Schiffsführung unter Deck festgehalten, beteiligte sich dann aber an der Beladung der für ihre Aussetzung vorgesehenen Barkasse, wobei er Bootsmann William Cole durch Ungeschicklichkeit auffiel. Als er bereits in die Barkasse umgestiegen war und den Meuterer John Sumner um seine zurückgelassene Jacke bat, soll dieser ihm gedroht haben, ihn eher erschießen zu wollen.
Die insgesamt neunzehn ausgesetzten Seemänner steuerten die nahe Insel Tofua an, wo sie am 30. April an einer Stelle an deren Nordseite die Barkasse am Strand vertäuten und an Land ein Lager aufschlugen. Nach dem Bericht von John Fryer hatte Norton am folgenden Tag den Erstkontakt mit Einheimischen hergestellt, mit denen Bligh einen Tauschhandel zu führen erhoffte. Doch am 3. Mai traten die nun zahlenmäßig deutlich überlegenen Einheimischen aggressiv gegenüber der kleinen Gruppe auf, weshalb Bligh ihre Rückkehr auf die Barkasse befahl. Als die Einheimischen begannen, die Barkasse mittels des Haltetaus an die Küste zu ziehen, beabsichtigte Norton dieses trotz der Warnrufe Fryers an seiner Vertäuung am Strand zu kappen. Dabei wurde er von der Menge überwältigt und mit Steinen erschlagen. Letztlich kappten seine Kameraden das Tau am Boot und konnten so auf die See fliehen. Sie sahen noch, wie sein Leichnam von den Einheimischen entkleidet wurde. Er war damit das dritte Besatzungsmitglied der Bounty und das erste nach der Meuterei, das auf dieser Reise starb.
Mehrere Jahre später wurde Tofua von dem Seemann William Mariner besucht, der zwischen 1806 und 1810 unfreiwillig auf den Tongainseln lebte. Er ließ sich hier das bereits vom Wildwuchs überwucherte Grab Nortons zeigen. Ihm wurde erzählt, dass der Leichnam zuerst für drei Tage als Opfergabe in einem Heiligtum (Marae) abgelegt worden sei, bevor er vergraben wurde. Angeblich sei Norton von einem Holzarbeiter erschlagen wurden, der es auf seine Axt abgesehen habe, mit der er das Tau kappen wollte. Von einem allgemeinen Angriff der Einheimischen auf die Bounty-Männer, wie ihn Mariner aus den Berichten her kannte, wurde dabei aber nicht gesprochen.

## Fiktionale Darstellung
- Die Bounty (1984), dargestellt von Jon Gadsby.

## Erlebnisberichte
- Bligh, William, A voyage to the South sea, undertaken by command of His Majesty, for the purpose of conveying the bread-fruit tree to the West Indies, in His Majesty’s ship the Bounty, commanded by Lieutenant William Bligh. London 1792.
- Morrison, James, Mutiny and Aftermath: James Morrison’s Account of the Mutiny on the Bounty and the Island of Tahiti. Hrsg. von Vanessa Smith, Nicholas Thomas. University of Hawaiʻi Press 2013.
- William Mariner, An Account of the Natives of the Tonga Islands, in the South Pacific Ocean. With an Original Grammar and Vocabulary of Their Language. Compiled and Arranged from the Extensive Communications of Mr. William Mariner, Several Years Resident in Those Islands. 2 Bände, hrsg. von John Martin. London 1817.

## Weblink
- whalesite.org

| Personendaten    | Personendaten      |
| ---------------- | ------------------ |
| NAME             | Norton, John       |
| KURZBESCHREIBUNG | britischer Seemann |
| GEBURTSDATUM     | 1753               |
| GEBURTSORT       | Liverpool          |
| STERBEDATUM      | 3. Mai 1789        |
| STERBEORT        | Tofua              |